# Em của thời niên thiếu
Em của thời niên thiếu (tiếng Trung: 少年的你, tiếng Anh: Better Days) là một bộ phim điện ảnh thuộc thể loại lãng mạn – chính kịch ra mắt năm 2019 của đạo diễn Tăng Quốc Tường do Châu Đông Vũ và Dịch Dương Thiên Tỉ thủ vai chính. Kịch bản phim được chuyển thể từ tiểu thuyết dành cho giới trẻ nổi tiếng Thời niên thiếu của anh và em của tác giả Cửu Nguyệt Hi. Phim kể về câu chuyện của một cô học sinh bị bắt nạt và một cậu thiếu niên giang hồ đường phố và cách hai người thay đổi cuộc đời nhau, cũng như những ước mơ của họ về tương lai và cách họ bảo vệ người kia theo cách của riêng mình. 
Phim khởi chiếu vào ngày 25 tháng 10 năm 2019 tại Trung Quốc và vào ngày 8 tháng 11 năm 2019 tại Mỹ, Vương quốc Anh và Canada. Bộ phim đã trở thành một hiện tượng văn hóa đại chúng ở Trung Quốc cũng như thành công phòng vé với tổng doanh thu trên toàn cầu là 227,3 triệu đô la Mỹ. Phim được chọn làm ứng cử viên đại diện cho Hồng Kông trong hạng mục Phim ngoại ngữ hay nhất tại giải Oscar lần thứ 93, sau đó nhận được đề cử giải Oscar cho phim quốc tế xuất sắc nhất và là đề cử đầu tiên được đạo diễn bởi một người gốc Hồng Kông thay vì một đạo diễn Trung Quốc Đại lục.

## Cốt truyện
Câu chuyện bắt đầu với không khí tại một trường trung học đang chuẩn bị cho kỳ thi tuyển sinh đại học Cao khảo. Sau khi bạn cùng lớp của Trần Niệm (Châu Đông Vũ) là Hồ Tiểu Điệp tự tử vì bị bắt nạt ở trường học, Trần Niệm phát hiện ra mình là nạn nhân mới của "ong chúa" và kẻ bắt nạt học đường Ngụy Lai và bạn bè của cô ta. Một buổi tối trên đường đi học về, Trần Niệm nhìn thấy một tên côn đồ tuổi teen, Lưu Bắc Sơn, hay còn gọi là "Tiểu Bắc" (Dịch Dương Thiên Tỉ), bị đánh đập trên đường phố bởi những tên côn đồ đối thủ. Cô cố gắng gọi cảnh sát nhưng bị bọn côn đồ nhìn thấy và tấn công. Những kẻ tấn công chế nhạo cô đang cố gắng cứu Tiểu Bắc và đánh đập cả hai người cho đến khi ép Trần Niệm hôn Tiểu Bắc như một cách để làm nhục cả hai. Sau đó, Tiểu Bắc vùng lên đánh trả lại.
Trong khi đó, những kẻ bắt nạt ở trường học của Trần Niệm tiếp tục trở nên táo bạo hơn, bắt đầu tấn công Trần Niệm và tung tin đồn về gia đình cô. Sau một lần chạm trán, khi Trần Niệm cố gắng đứng lên chống lại những kẻ bắt nạt, cô bị đẩy xuống cầu thang một cách tàn nhẫn trước sự chứng kiến lạnh lùng của nhiều học sinh khác ở trường.
Hai vị cảnh sát Trịnh Dịch và Lão Dương điều tra cái chết của Hồ Tiểu Điệp, và trong khi tra hỏi Ngụy Lai, họ biết rằng Trần Niệm đã báo cáo rằng bị Ngụy Lai bắt nạt. Ngụy Lai và bạn bè đều bị đình chỉ học và cuối cùng có một mối thù sâu sắc hơn đối với Trần Niệm. Trong suốt thời gian này, Trần Niệm tiếp tục đến trường và chuẩn bị cho kỳ thi đại học, tuy nhiên, cô bị dồn trên đường đi học về bởi ba kẻ bắt nạt bị đuổi học kia và bị rượt đuổi. Không còn nơi nào để đi, Trần Niệm đến nhà Tiểu Bắc và nhờ anh bảo vệ cô trong khi cô tiếp tục đi học. Anh đồng ý và đi sau cô đến trường mỗi ngày. Trong thời gian này, Trần Niệm và Tiểu Bắc dành nhiều thời gian cho nhau và trở nên rất thân thiết. Trần Niệm bắt đầu thể hiện sự quan tâm đến Tiểu Bắc, và anh đã mở ra về quá khứ của mình.
Một hôm, Tiểu Bắc bị nghi ngờ trong một vụ tấn công tình dục và bị cảnh sát giữ lại gần như cả đêm. Không có sự bảo vệ của anh Tiểu Bắc, Trần Niệm bị bắt bởi những kẻ bắt nạt và bị xé sách vở, cắt tóc, đánh đập, lột quần áo trong khi bị quay phim lại. Cuối cùng, khi Tiểu Bắc được phép rời khỏi đồn cảnh sát, anh chạy về nhà và thấy một Trần Niệm bị thương, quỳ trên sàn nhà dán lại sách vở của cô cùng với bộ quần áo rách rưới và mái tóc bị cắt. Tiểu Bắc định đi gặp lũ bắt nạt kia nhưng Trần Niệm đã giữ anh lại. Anh giúp cô cạo đầu và sau đó cũng cạo đầu cho anh ấy.
Kỳ thi đến gần và Trần Niệm trở lại trường. Vào ngày thi có mưa lớn gây sạt lở. Khi dọn sạch vùng lở đất, một người đàn ông phát hiện ra một thi thể. Thi thể sau đó được nhận dạng là Ngụy Lai, kẻ đứng đầu nhóm bắt nạt. Sau ngày đầu tiên của kỳ thi tuyển sinh đại học hai ngày, cảnh sát đưa Trần Niệm đến để thẩm vấn vì là nghi phạm chính của vụ giết người của Ngụy Lai. Các thám tử hỏi cô tại sao cô không đến gặp họ sau khi cô bị quay video lột đồ và cô nói rằng cô không muốn bất cứ điều gì ảnh hưởng đến việc học của mình. Trần Niệm chỉ đơn giản muốn tham gia kỳ thi và chuyển đến Bắc Kinh để học đại học.
Trần Niệm được cảnh sát hộ tống để trở về và hoàn thành bài thi vào ngày hôm sau. Trên đường về nhà, Tiểu Bắc nắm tay cô và chạy. Anh giải thích rằng cách duy nhất để cô tiếp tục cuộc sống của mình và đi học đại học là để anh nhận lỗi về cái chết của Ngụy Lai. Khi Trần Niệm miễn cưỡng đồng ý, Tiểu Bắc hành động như thể đang hành hung cô và cảnh sát đã bắt được anh.
Có một đoạn flash quay lại cảnh Ngụy Lai cầu xin Trần Niệm đừng báo cáo đoạn video lột đồ cho cảnh sát. Trần Niệm nói rằng nếu cô không bao giờ phải gặp lại Ngụy Lai thì cô sẽ im lặng. Ngụy Lai tiếp tục quấy rầy và bám theo Trần Niệm cho đến khi Trần Niệm đẩy cô ra vì tức giận. Ngụy Lai ngã xuống mấy bậc cầu thang, đập đầu và tử vong. Nhưng ở hiện tại, Tiểu Bắc đã nhận tội thay Trần Niệm.
Sau khi Trần Niệm hoàn thành kỳ thi tuyển sinh đại học, một trong những cảnh sát đến nhà cô và nói với cô rằng Tiểu Bắc đã nói dối về việc là trẻ vị thành niên và đã bị kết án tử hình. Cùng quẫn, Trần Niệm thừa nhận mình có phần tội ác. Sau đó, thám tử tiết lộ rằng anh ta đã nói dối cô để khiến cô phải nhận tội vì bản án sẽ nhẹ hơn cho cả hai người. Sau đó thám tử đưa cô đến gặp Tiểu Bắc và họ đồng ý nhận các mức án nhẹ hơn, và cả hai đều phải vào tù.
Một cảnh cuối diễn ra vài năm sau cho thấy Trần Niệm là một giáo viên. Cô nhận thấy một đứa trẻ có vẻ ngoài đau buồn, Trần Niệm đến gần cô bé và họ cùng nhau đi bộ về nhà, đi theo sau cô là Tiểu Bắc. Trước khi hết phim, một số màn hình giải thích các chính sách mà chính phủ Trung Quốc đã ban hành kể từ sự kiện này nhằm ngăn chặn tình trạng bắt nạt trong trường học và xử phạt nghiêm khắc hơn đối với những kẻ bắt nạt học đường. Có một lời cuối cùng để tất cả mọi người nhận thức và chịu trách nhiệm cho tuổi trẻ và sự an toàn của họ.

## Diễn viên
- Châu Đông Vũ vai Trần Niệm
- Dịch Dương Thiên Tỉ vai Tiểu Bắc (Lưu Bắc Sơn)
- Doãn Phưởng vai Trịnh Dịch
- Hoàng Giác vai Lão Dương
- Ngô Việt vai Châu Lôi, mẹ Trần Niệm
- Châu Dã vai Ngụy Lai
- Trương Hân Di vai Từ Miểu
- Lưu Nhiên vai La Đình
- Tạ Hân Đồng vai Vương Lập
- Trương Diệu vai Lý Tưởng
- Trương Nghệ Phàm vai Hồ Tiểu Điệp
- Triệu Nhuận Nam vai Đại Khang
- Cao Huyền Minh vai Lại Tử
- La Tuấn Lâm
- Hà Liêu Lữ Quân

## Nhạc phim
| STT | Nhan đề                                    | Phổ lời                       | Phổ nhạc      | Ca sĩ               | Thời lượng |
| --- | ------------------------------------------ | ----------------------------- | ------------- | ------------------- | ---------- |
| 1.  | "Chúng ta rất ổn (我们很好)" (nhạc mở đầu) | Cát Đại Vi                    | Lâm Tuấn Kiệt | Lâm Tuấn Kiệt       |            |
| 2.  | "Tưởng niệm (念想)" (nhạc dạo)             | Vương Tử                      | Vương Tử      | Dịch Dương Thiên Tỉ |            |
| 3.  | "Fly" (nhạc kết)                           | Lô Khải Đồng, Ngô Thanh Phong | Lô Khải Đồng  | Sầm Ninh Nhi        |            |

## Giải thưởng
| Năm  | Giải thưởng                                     | Hạng mục                                       | Được đề cử                        | Kết quả      | Ghi chú |
| ---- | ----------------------------------------------- | ---------------------------------------------- | --------------------------------- | ------------ | ------- |
| 2019 | 4th International Film Festival & Awards, Macao | Nữ diễn viên chính xuất sắc nhất               | Châu Đông Vũ                      | Đoạt giải    |         |
| 2020 | 26th Hong Kong Film Critics Society Award       | Phim xuất sắc nhất                             | Em của thời niên thiếu            | Đề cử        |         |
| 2020 | 26th Hong Kong Film Critics Society Award       | Recommended Film Award                         | Em của thời niên thiếu            | Đoạt giải    |         |
| 2020 | 26th Hong Kong Film Critics Society Award       | Kịch bản xuất sắc nhất                         | Lâm Vịnh Sâm, Lý Viên, Hứa Y Manh | Đề cử        |         |
| 2020 | 26th Hong Kong Film Critics Society Award       | Nam diễn viên chính xuất sắc nhất              | Dịch Dương Thiên Tỉ               | Đề cử        |         |
| 2020 | 26th Hong Kong Film Critics Society Award       | Nữ diễn viên chính xuất sắc nhất               | Châu Đông Vũ                      | Đề cử        |         |
| 2020 | 26th Hong Kong Film Critics Society Award       | Đạo diễn xuất sắc nhất                         | Tăng Quốc Tường                   | Đoạt giải    |         |
| 2020 | Giải thưởng Điện ảnh Hồng Kông lần thứ 39       | Đạo diễn xuất sắc nhất                         | Tăng Quốc Tường                   | Đoạt giải    |         |
| 2020 | Giải thưởng Điện ảnh Hồng Kông lần thứ 39       | Phim xuất sắc nhất                             | Em của thời niên thiếu            | Đoạt giải    |         |
| 2020 | Giải thưởng Điện ảnh Hồng Kông lần thứ 39       | Nam diễn viên chính xuất sắc nhất              | Dịch Dương Thiên Tỉ               | Đề cử        |         |
| 2020 | Giải thưởng Điện ảnh Hồng Kông lần thứ 39       | Diễn viên mới xuất sắc nhất                    | Dịch Dương Thiên Tỉ               | Đoạt giải    |         |
| 2020 | Giải thưởng Điện ảnh Hồng Kông lần thứ 39       | Nữ diễn viên chính xuất sắc nhất               | Châu Đông Vũ                      | Đoạt giải    |         |
| 2020 | Giải thưởng Điện ảnh Hồng Kông lần thứ 39       | Quay phim xuất sắc nhất                        | Dư Tĩnh Bình                      | Đoạt giải    |         |
| 2020 | Giải thưởng Điện ảnh Hồng Kông lần thứ 39       | Dựng phim xuất sắc nhất                        | Trương Nhất Bác                   | Đề cử        |         |
| 2020 | Giải thưởng Điện ảnh Hồng Kông lần thứ 39       | Chỉ đạo nghệ thuật xuất sắc nhất               | Lương Hồng Hộc                    | Đề cử        |         |
| 2020 | Giải thưởng Điện ảnh Hồng Kông lần thứ 39       | Thiết kế trang phục và hóa trang xuất sắc nhất | Ngô Lý Lộ                         | Đoạt giải    |         |
| 2020 | Giải thưởng Điện ảnh Hồng Kông lần thứ 39       | Bài hát trong phim xuất sắc nhất               | "Fly"                             | Đoạt giải    |         |
| 2020 | Giải thưởng Điện ảnh Hồng Kông lần thứ 39       | Âm nhạc trong phim xuất sắc nhất               | Varqa Buehrer                     | Đề cử        |         |
| 2020 | Giải thưởng Điện ảnh Hồng Kông lần thứ 39       | Kịch bản xuất sắc nhất                         | Lâm Vịnh Sâm, Lý Viên, Hứa Y Manh | Đoạt giải    |         |
| 2020 | Hong Kong Screenwriters' Guild                  | Recommended Screenplay of the Year             | Lâm Vịnh Sâm, Lý Viên, Hứa Y Manh | Chưa công bố |         |
| 2020 | Hong Kong Screenwriters' Guild                  | Vai diễn của năm                               | Châu Đông Vũ                      | Chưa công bố |         |
| 2020 | Liên hoan phim Viễn Đông                        | Golden Mulberry                                | Em của thời niên thiếu            | Đoạt giải    |         |
| 2020 | Liên hoan phim Viễn Đông                        | Black Mulberry                                 | Em của thời niên thiếu            | Đoạt giải    |         |